# Dandelion Children Stole My Bike
Dandelion Children Stole My Bike (včasih nepravilno napisano kot samo Stole My Bike) je tretji studijski album skupine Dandelion Children. Izdan je bil leta 2009 v samozaložbi. Je skupinin prvi album, ki je bil posnet v studiu.

## Seznam pesmi
Vse pesmi je napisala skupina Dandelion Children, razen pesem "So We'll Sing" so napisali Dandelion Children in Pezzy Pezz.
| Št.             | Naslov               | Dolžina |
| --------------- | -------------------- | ------- |
| 1.              | „Alliance Please‟    | 2:16    |
| 2.              | „Sell the Can‟       | 3:10    |
| 3.              | „3h After... Or Not‟ | 2:29    |
| 4.              | „Prom‟               | 2:19    |
| 5.              | „Brittish Knightts‟  | 3:09    |
| 6.              | „Garden Throne‟      | 1:20    |
| 7.              | „3x Dead Funky Man‟  | 2:21    |
| 8.              | „In the Go‟          | 3:08    |
| 9.              | „Dare Station‟       | 4:53    |
| 10.             | „Middle Finger‟      | 2:22    |
| 11.             | „No Land‟            | 2:09    |
| 12.             | „Reform (SSD)‟       | 3:20    |
| 13.             | „Baby Blues‟         | 3:47    |
| 14.             | „Distorted‟          | 2:24    |
| 15.             | „So We'll Sing‟      | 6:03    |
| Skupna dolžina: | Skupna dolžina:      | 44:28   |

## Osebje
Dandelion Children
- Jure Kremenšek – vokal, bas kitara, kitara
- Katja Kremenšek – bobni
- Anže Črnak – kitara, bas kitara

Dodatni glasbeniki
- Pezzy Pezz – rap vokal na pesmi "So We'll Sing"

Tehnično osebje
- "Gregl" – miks
- "Boštjan" – miks, mastering
- Angelos Dynou – oblikovanje naslovnice